# Rolf Peter Sieferle
Rolf Peter Sieferle , né le 5 août 1949 à Stuttgart et mort le 17 septembre 2016 à Heidelberg, est un historien allemand.

## Biographie
Après des études d'histoire, de science politique et de sociologie aux universités de Heidelberg et de Constance, Sieferle reçoit en 1977 le titre de docteur en philosophie à la faculté de philosophie de Constance, avec une thèse sur le concept de révolution dans la théorie de Karl Marx.
En 1980, il rejoint le groupe de travail sur l'environnement, la société et l'énergie à l'Université-Gesamthochschule Essen. De 1980 à 1984, il est impliqué dans le projet de recherche de Klaus Michael Meyer-Abich et Bertram Schefold Die Sozialverträglichkeit verschiedener Energiesysteme in der industriegesellschaftlichen Entwicklung (L'impact social des différents systèmes de l'énergie dans le développement industriel de la société). Sa publication de 1982 Der unterirdische Wald. Energiekrise und industrielle Révolution (La forêt souterraine. Crise énergétique et révolution industrielle), une publication de la Fédération des Scientifiques Allemands, est un standard de travail pour la transition de l'énergie du bois à celle du charbon et de l'industrialisation qui en résulte. Près de vingt ans plus tard, apparut la traduction anglaise légèrement modifiée dans la publication spécialisée en questions environnementales, White Horse Press. Dans le cadre d'un projet de recherche de la décennie de 1980, il présente également un aperçu des fondateurs du mouvement de l'environnement en Allemagne Fortschrittsfeinde? Opposition gegen Technik und Industrie von der Romantik bis zur Gegenwart (Ennemis du progrès? L'opposition à la technologie et à l'industrie, du romantisme à présent), après Energetische Weltgeschichte (Histoire du monde de l'énergie) de Frank Uekötter. À 1984 il atteint l'habilitation universitaire agréé à l'Université de Constance, dans le domaine de l'histoire moderne.
De 1988 à 1993, il est bénéficiaire d'une bourse d'études du programme Heisenberg (de) de la Fondation allemande pour la recherche. En 1989, il reçoit un Privatdozentur à l'université de Mannheim, et en 1991, il est professeur auxiliaire. Il est professeur invité d'un certain nombre de professorats à Zurich (ETH) et à Vienne. En 1995, il assume la gestion de l'historique pôle de promotion de la fondation basée à Stuttgart Breuninger Stiftung.
En 1995, Sieferle publie cinq esquisses biographiques, de Paul Lensch, Werner Sombart, Oswald Spengler, Ernst Jünger et Hans Freyer, en les assignant à la Révolution conservatrice. Son travail est à l'époque fortement critiqué dans des études (German History, Politische Vierteljahresschrift). Claudius R. Köster, par exemple, critique ses représentations comme « esquissées » dans le plan méthodologique, théorique, et de contenu. Il reconnait une « intention politique agitatorielle[Quoi ?] », de, à son avis, l'auteur proche de lui. Pour Armin Pfahl-Traughber il s'agit d'un essai biaisé, mais avec des contributions perspicaces. Dans l'analyse finale sera problématique la sélection des esquisses et la représentation non-critique, en particulier sous le point de vue demócrate-théorique. Selon Dirk Kretschmer et Siegfried Jäger du Duisburger Institut für Sprach - und Sozialforschung (Institut de linguistique et de recherche sociale à Duisbourg) l'élève de Ernst Nolte a essayé dans son ouvrage d'« effacer l'ombre de l'époque nazie qui pèse lourdement sur l'estimation des auteurs pré-fascistes ». Pour Volker Weiß c'est « une collection apologétique de textes d'auteurs du nationalisme de la république de Weimar ».
Dans les années 1990, il préconise dans le cadre d'un groupe de recherche de l'Institut für Interdisziplinäre Forschung und Fortbildung (Institut pour la recherche interdisciplinaire et de formation) de Vienne « une quantification globale du flux social des matières et de l'énergie » (MEFA-Ansatz) (=approche MEFA).
De 2000 à 2004, il est professeur permanent à l'Université de Saint-Gall, où il devient, en 2005,  professeur d'histoire générale. Sieferle est à ce moment coéditeur de la série Umwelthistorische Forschungen (Recherches historiques de l'environnement) (Böhlau Verlag). En 2010, il présente l'une des trois expertises externes pour le rapport principal Welt im Wandel: Gesellschaftsvertrag für eine Große (Le monde en transition: Un contrat social pour une grande transformation) de la Wissenschaftlichen Beirats der Bundesregierung Globale Umweltveränderungen (Conseil Consultatif Allemand sur le changement global de l'environnement).
Il prend sa retraite en 2012.
Gustav Seibt, qui écrira un article nécrologique consacré à Sieferle, le décrit comme un « intéressant styliste » avec une « grande hardiesse pour la formulation narrative et théorique ». Sa dernière phase de création sera caractérisée, cependant, par une « explosion désordonnée, et primitiviste », que fait disparaître sa « capacité de discernement ». Seibt discerne chez Sieferle un « impitoyable cynisme ».
Sieferle était marié et vivait à Heidelberg, où en 2016, il se suicida.

## Publications (Sélection)
- Die Revolution in der Theorie von Karl Marx (La révolution dans la théorie de Karl Marx), Ullstein, Francfort(sur-le-Main, 1979,  (ISBN 3-548-03584-1) (Thèse de maîtrise à l'Université de Constance, 1977).
- Der unterirdische Wald. Energiekrise und industrielle Revolution (La forêt souterraine. Crise énergétique et révolution industrielle), Beck, Munich, 1982,  (ISBN 3-406-08466-4).
- Fortschrittsfeinde? Opposition gegen Technik und Industrie von der Romantik bis zur Gegenwart (Ennemis du progrès ? L'opposition à la technologie et à l'industrie du romantisme à nos jours), Beck, Munich, 1984,  (ISBN 3-406-30331-5).
- Die Krise der menschlichen Natur. Zur Geschichte eines Konzepts (La crise de la nature humaine. L'histoire d'un concept), Suhrkamp, Francfort-sur-le-Main, 1989,  (ISBN 3-518-11567-7).
- Bevölkerungswachstum und Naturhaushalt. Studien zur Naturtheorie der klassischen Ökonomie (La croissance démographique et l'environnement naturel. Études sur la théorie de la nature de l'économie classique), Suhrkamp, Francfort-sur-le Main, 1990,  (ISBN 3-518-58070-1).
- Epochenwechsel. Die Deutschen an der Schwelle zum 21. Jahrhundert (Changement d'époque. Les allemands à la veille du 21e siècle), Propyläen, Berlin, 1994,  (ISBN 3-549-05156-5).
- Die konservative Revolution. Fünf biographische Skizzen (La révolution conservatrice. Cinq esquisses biographiques), Fischer, Francfort-su-le-Main, 1995,  (ISBN 3-596-12817-X).
- Rückblick auf die Natur: Eine Geschichte des Menschen und seiner Umwelt (Rétrospective de la nature: Une histoire de l'homme et son environnement), Luchterhand, Munich, 1997,  (ISBN 3-630-87993-4).
- Die antiken Stätten von morgen: Ruinen des Industriezeitalters (Les sites antiques de demain: Ruines de l'ère industrielle), avec photos de Manfred Hamm, Nicolai, Berlin, 2003,  (ISBN 978-3-87584-407-8).
- Avec Fridolin Krausmann, Heinz Schandl, Verena Winiwarter, Das Ende der Fläche: Zum gesellschaftlichen Stoffwechsel der Industrialisierung, Böhlau, Cologne 2006,  (ISBN 3-412-31805-1) (Umwelthistorische Forschungen. Band 2) (Recherches environnementales historiques. Volume 2).
- Karl Marx zur Einführung (Introduction à Karl Marx), Junius, Hamburg, 2007,  (ISBN 978-3-88506-638-5).
- Transportgeschichte (Histoire des transports), Lit, Berlin, 2008,  (ISBN 978-3-8258-0697-2)(Der Europäische Sonderweg. Band 1) (L'exceptionnalisme européen. Volume 1).
- Comme ed.: Familiengeschichte: Die europäische, chinesische und islamische Familie im historischen Vergleich (Histoire de la famille: La famille européenne, chinoise et islamique en comparaison historique), Lit, en Vienne / Zurich / Berlin / Münster, 2008,  (ISBN 978-3-8258-1503-5), (Der Europäische Sonderweg. Band 2) (L'exceptionnalisme européen. Volume 2).
- Deutschland, Schlaraffenland, Auf dem Weg in die multitribale Gesellschaft (L'Allemagne, terre d'abondance. Sur le chemin dans la société multi-tribale), Tumult, Vierteljahresschrift für Konsensstörung (Publication trimestrielle pour troubler le consensus), no 4/2015, hiver 2015/16, p. 23-28 (Nécrologique par Gustav Seibts SZ: Sieferles « dernier discours »)
- Das Migrationsproblem: Über die Unvereinbarkeit von Sozialstaat und Masseneinwanderung (La question migratoire: Sur l'incompatibilité de l'État-providence et de l'immigration de masse), Manu Scriptum, Waltrop 2017.  (ISBN 978-3944872414).
- Finis Germania, Antaios, Steigra 2017.  (ISBN 978-3-944422-50-3). (Kaplaken. Volume 50)